# Симон Стевин
Симон Стевин е фламандски математик и инженер.

## Биография
Роден е в Брюге, Фландрия (в днешна Белгия), вероятно през 1548 г. Предполага се, че е възпитан в духа на калвинизма, макар да има доводи и в полза на твърдението, че е бил идейно близък до католицизма. На младини работи, като счетоводител. В периода 1571 – 1581 г. пътува из Европа.
От 1581 г. живее в Лайден (където посещава латинското училище), Делфт и Хага. Преподава в университета в Лайден, служи като инженер в армията на Вилхелм, принц Орански. Известна е и дружбата му с неговия син Мориц Орански, на когото е учител и съветник и по чиято поръчка пише много от произведенията си.
Като инженер има значителни приноси към механиката. Стевин също така въвежда отрицателните корени (решения) на уравненията, формулира условията за съществуване на корен в даден интервал и предлага метод за неговото приблизително изчисляване. Най-важните му произведения в областта на математиката са:
- „Десятък“ (1585). В това произведение представя десетичната система за измерване и десетичните дроби (по онова време европейците не знаят, че тези дроби отдавна вече са били открити от персийския математик и астроном Джамшид Ал-Каши,[5] който ги описва в началото на XV в. книгата си Ключ към аритметиката, но Симон Стевин пръв предлага да се въведат и приложат в практиката повсеместно[6] - например в монетосеченето и при всякакъв вид мерки и теглилки).
- „Математически съчинения“ в 6 тома (1605 – 1608).[4]

През последните години на живота си работи като инспектор на водни съоръжения (което се отнася не толкова до водоснабдяването, колкото до устройствата, служещи за поддържане на полдерите, в разработка на каквито има и значим научен принос). Умира през 1620 г. в Лайден или в Хага.